# Riccia hasskarliana
Riccia hasskarliana là một loài rêu trong họ Ricciaceae. Loài này được Stephani mô tả khoa học đầu tiên năm 1898.
Danh pháp khoa học của loài này chưa được làm sáng tỏ. 